# 三浦圭介
三浦 圭介（みうら けいすけ、1983年5月30日 - ）は、日本の男性声優、ナレーター、俳優。神奈川県出身。アールグルッペ所属。

## 
2004年にアミューズメントメディア総合学院声優学科を卒業。
以前はウィットプロモーションに所属していた。
趣味・特技は読書、舞台・映画鑑賞、バスケットボール、弓道初段。

## 出演作品

### テレビアニメ
- しましまとらのしまじろう
- はっけん たいけん だいすき!しまじろう
- しまじろう ヘソカ
- 夢色パティシエール（坂田）

### 吹き替え
- ウェイバリー通りのウィザードたち（メイスン）
- ゲット・オーバー・イット
- CORRUPT
- 西遊記
- 宿敵 因縁のハットフィールド&マッコイ（カルヴィン・マッコイ）
- ザ・ヒルズ
- Chinese Midnight Express
- デイ・オブ・ザ・デッド（バッド・クレイン）
- 破壊部隊
- ハッピーエンドの出来るまで
- BRONX BURNING
- ぼくたちの奉仕活動（オーギー）
- マスター・オブ・ザ・ドラゴン
- ミーシャ・バートンのSex in Ohio
- レボリューション（ダニー・マシスン）
- ロスト・キングダム